# Thorecta
Thorecta é um gênero de esponja marinha da família Thorectidae.

## Espécies
- Thorecta calyx (Lamarck, 1813)
- Thorecta colus (Lamarck, 1813)
- Thorecta dendroides (Lendenfeld, 1889)
- Thorecta donar Lendenfeld, 1889
- Thorecta elegans Lendenfeld, 1889
- Thorecta exemplum Lendenfeld, 1888
- Thorecta farlovi (Hyatt, 1877)
- Thorecta freija Lendenfeld, 1889
- Thorecta intertexta (Carter, 1885)
- Thorecta latus (Carter, 1885)
- Thorecta laxus (Lendenfeld, 1889)
- Thorecta madagascarensis Lendenfeld, 1889
- Thorecta marginalis Lendenfeld, 1889
- Thorecta meandrinus Lendenfeld, 1889
- Thorecta mirabilis (Lendenfeld, 1888)
- Thorecta murrayella Lendenfeld, 1889
- Thorecta murrayi (Poléjaeff, 1884)
- Thorecta polygonum (Lendenfeld, 1889)
- Thorecta prima (Lendenfeld, 1885)
- Thorecta pumilus Lendenfeld, 1889
- Thorecta reticulata Cook & Bergquist, 1996
- Thorecta scalatella (Lendenfeld, 1889)
- Thorecta tuberculata (Carter, 1885)
- Thorecta typhina (Lamarck, 1814)
- Thorecta vasiformis (Carter, 1885)